# Yvonne Kracht

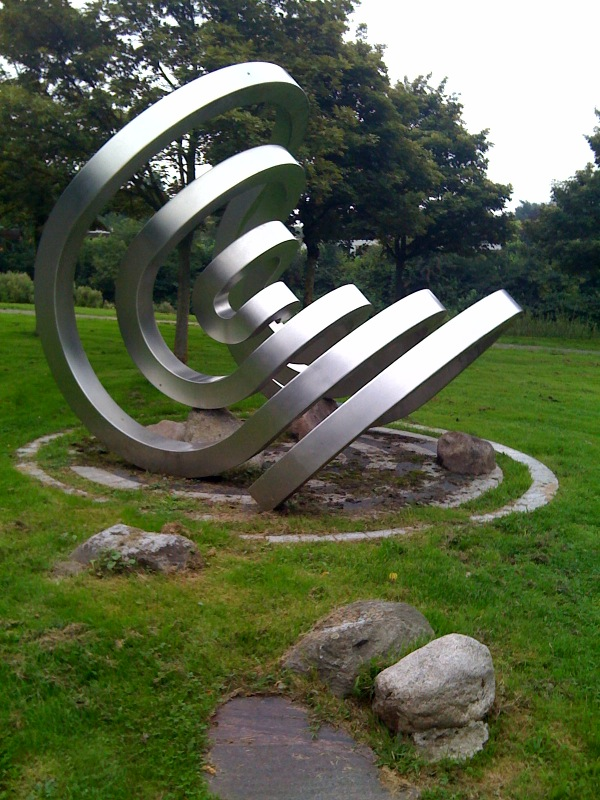
Uit de cirkel, Utrecht

Yvonne Clothilde Julia Kracht (Rotterdam, 7 januari 1931) is een Nederlandse beeldhouwer, schilder en tekenaar.

## Leven en werk
Yvonne Kracht werd geboren in Rotterdam, maar bracht haar jeugd door in Brussel, waar zij het gymnasium bezocht. Van 1948 tot 1951 studeerde zij aan de Koninklijke Academie van Beeldende Kunsten in Den Haag en, na een studiereis naar Italië, aansluitend van 1952 tot 1953 aan het Nationaal Hoger Instituut voor Schone Kunsten in Antwerpen. Na haar studie vestigde zij zich in Amsterdam. Yvonne Kracht is een abstracte kunstenares. Zij was lid van de Liga Nieuw Beelden en is de ontwerpster van het beeld dat wordt uitgereikt aan de winnaars van De Eerste Prijs.

## Werken (selectie)
- 1969 Doorlopende vorm in Gorinchem
- 1975 Uit de driehoek, Bolognalaan in Utrecht
- 1976 Uit de driehoek I, vanaf 1989 Meibergdreef, Amsterdam
- 1977 Uit het vierkant, Beeldenpark Zwijndrecht in Zwijndrecht
- 1978 Uit den driehoek Beeldenpark Zwijndrecht in Zwijndrecht
- 1978 Uit de driehoek, Nijmegen
- 1979 Uit de cirkel, NOS in Hilversum
- 1979 Uit de driehoek, Schagen
- 1980 Uit de driehoek, Leusden
- 1981 Uit het vierkant of Gekantelde kubus, Waddenlaan in Lelystad
- 1982 Uit de cirkel, Louis Bouwmeesterlaan in Utrecht
- 1984 Spiegelkubus, uiteindelijk Amsterdam, Plesmanlaan
- 1984 Open kubus, Naarden
- 1988 Fontein, Het Kant in Houten
- 1992 Kapelletje voor Voorbije Tijden
- 1992 Piramide, Goor
- 2001 Uit het vierkant, Huizen

## Fotogalerij

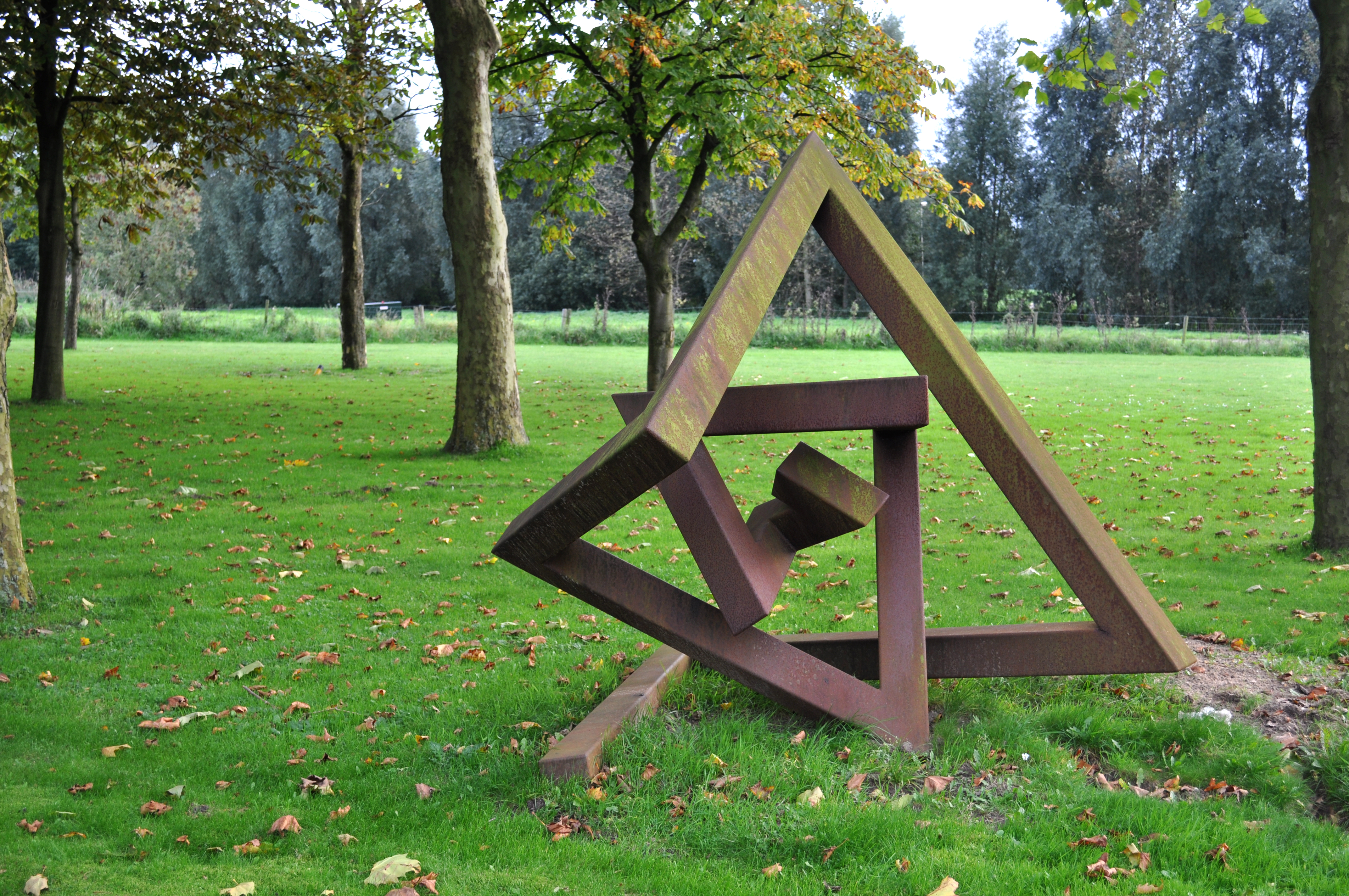
Uit de driehoek, Bolognalaan in Utrecht
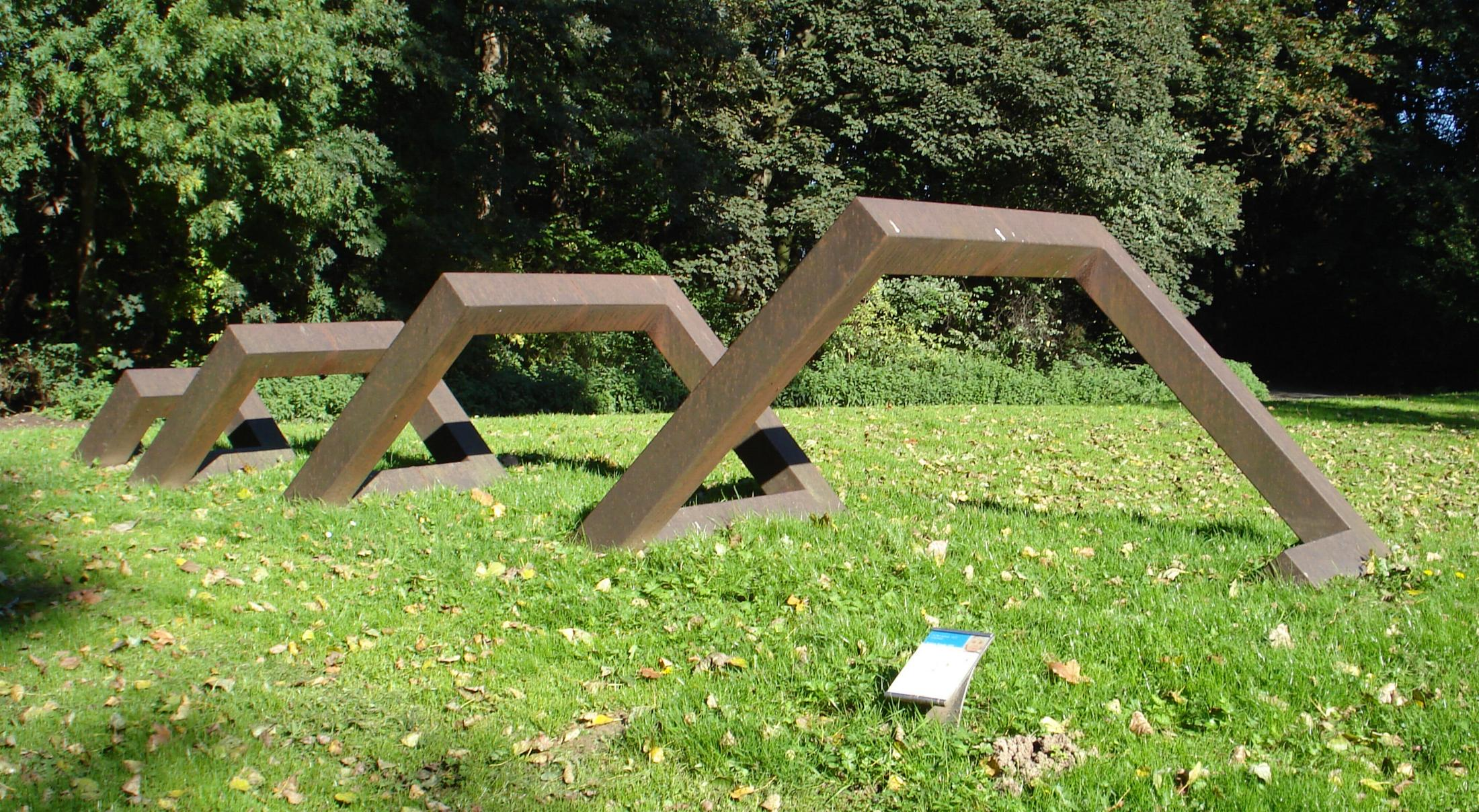
Uit het vierkant, Zwijndrecht
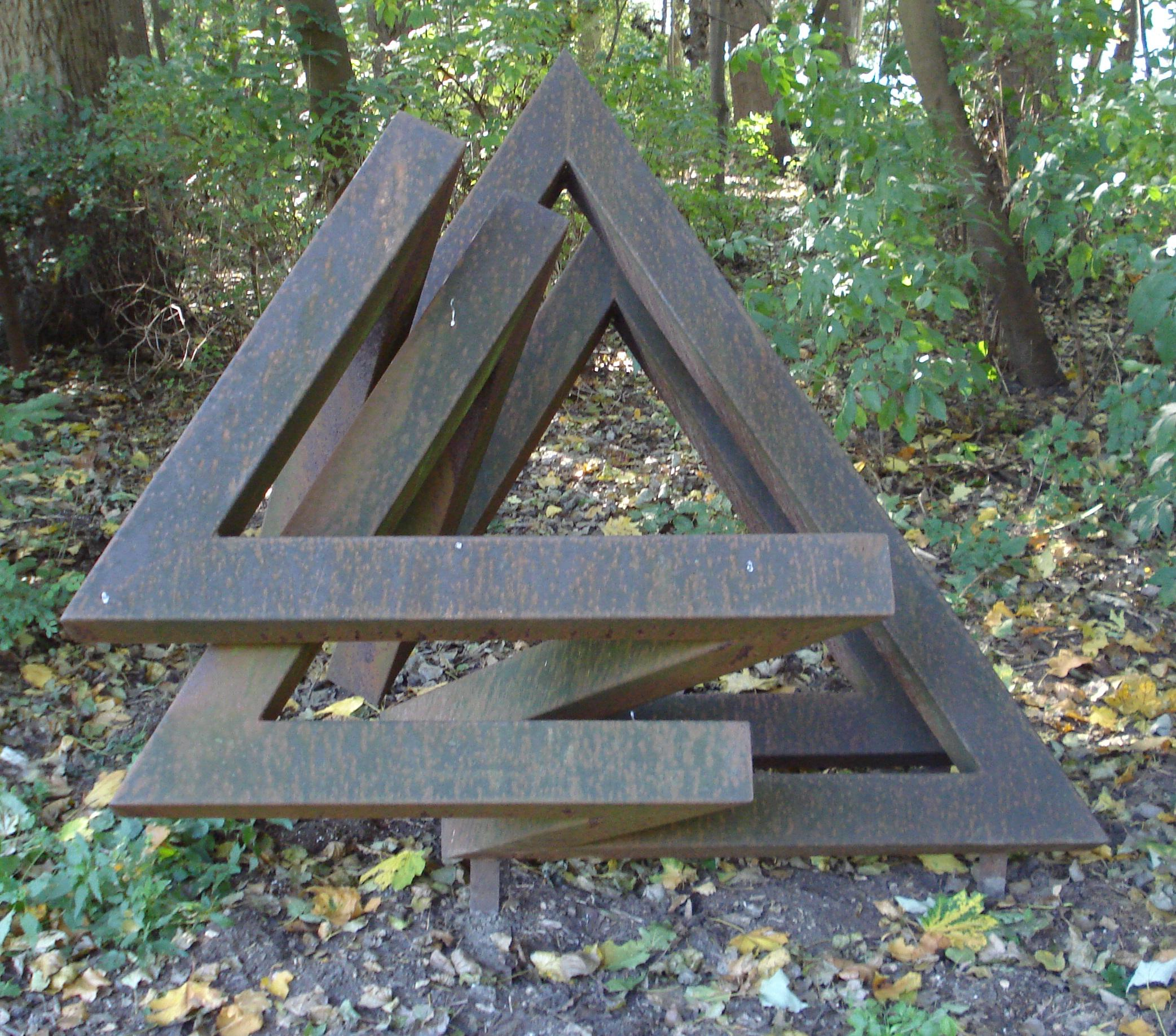
Uit den driehoek, Zwijndrecht
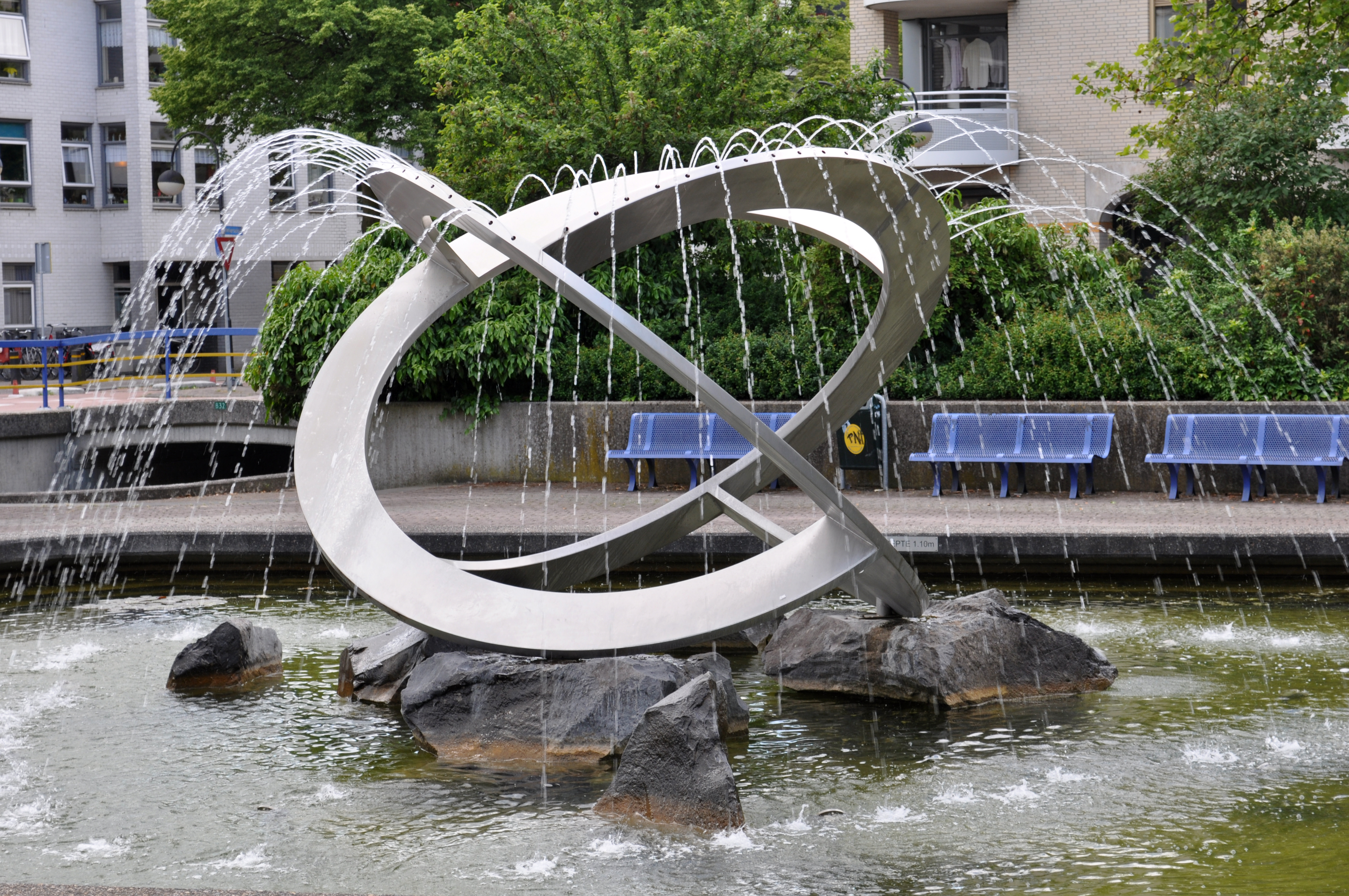
Fontein Het Kant, Houten